# Riu Alhama
|  | Per a altres significats sobre el rio granadí, vegeu «Riu Alhama (Granada)». |

El riu Alhama és un afluent del riu Ebre que neix a les muntanyes del Cierzo o Almuerzo al terme municipal de Suellacabras a la província de Sòria i desaigua a l'Ebre al terme municipal d'Alfaro a la Rioja. El seu nom deriva de l'àrab al-hamma (لحامة, bany calent) però contra el que es podria suposar l'aigua del riu no és calenta i el nom sembla derivar de la zona de termes coneguda com "Los baños de Fitero". Va en direcció nord-est; passa per la província de Sòria (a Castella i Lleó) i les comunitats de Navarra i la Rioja. Al final del seu recorregut se'l coneix com a riu Mayor.
Les poblacions per les que passa són:

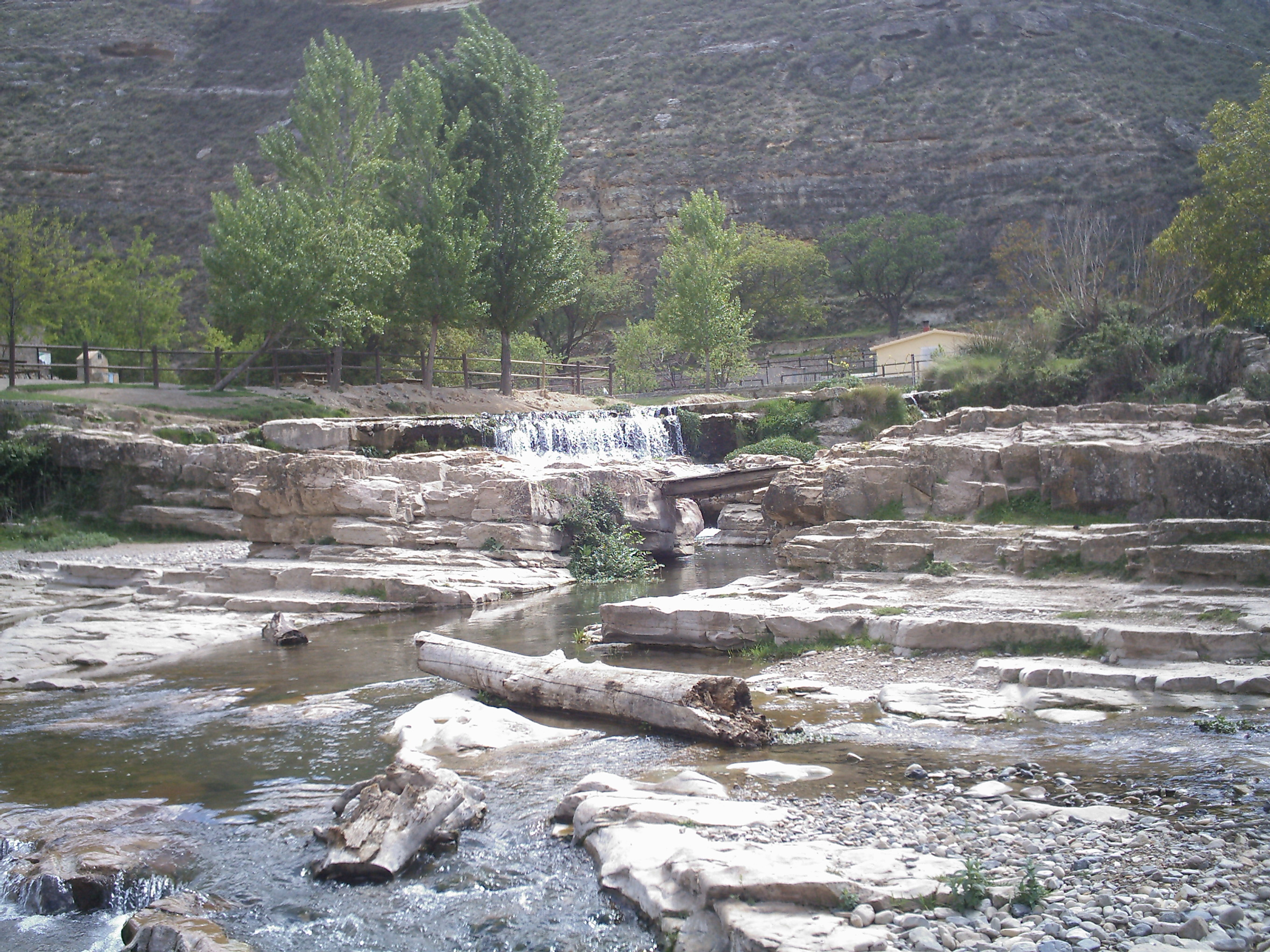
Pozo Largo

- A la província de Sòria
  - Suellacabras
  - Magaña
  - Cigudosa
- A la Rioja (primera entrada)
  - Aguilar del Río Alhama
  - Inestrillas
  - Cervera del Río Alhama
  - Las Ventas
- A Navarra
  - Baños de Fitero
  - Fitero

- - Cintruénigo
  - Corella
- A la Rioja (segona entrada)
  - Alfaro